# Lijst van administratieve eenheden in Hải Phòng
Deze lijst bevat een overzicht van administratieve eenheden in Hải Phòng (Vietnam).
De stad Hanoi is een van de centrale steden van Vietnam. De stad heeft dezelfde rechten als de provincies in Vietnam. De oppervlakte van de stad bedraagt ongeveer 1520,7 km² en telt ruim 1.827.700 inwoners. De stad is onderverdeeld in acht huyện en zeven quận.

## Huyện

### HuyệnAn Dương
- Thị trấn An Dương
- Xã An Đồng
- Xã An Hoà
- Xã An Hồng
- Xã An Hưng
- Xã Bắc Sơn
- Xã Đại Bản
- Xã Đặng Cương
- Xã Đồng Thái
- Xã Hồng Phong
- Xã Hồng Thái
- Xã Lê Lợi
- Xã Lê Thiện
- Xã Nam Sơn
- Xã Quốc Tuấn
- Xã Tân Tiến

### HuyệnAn Lão
- Thị trấn An Lão
- Xã An Thái
- Xã An Thắng
- Xã An Thọ
- Xã An Tiến
- Xã Bát Tràng
- Xã Chiến Thắng
- Xã Mỹ Đức
- Xã Quang Hưng
- Xã Quang Trung
- Xã Quốc Tuấn
- Xã Tân Dân
- Xã Tân Viên
- Xã Thái Sơn
- Xã Trường Sơn
- Xã Trường Thành
- Xã Trường Thọ

### HuyệnBạch Long Vĩ
- Bạch Long Vĩ

### HuyệnCát Hải
- Thị trấn Cát Bà
- Thị trấn Cát Hải
- Xã Đồng Bài
- Xã Gia Luận
- Xã Hiền Hào
- Xã Hoàng Châu
- Xã Nghĩa Lộ
- Xã Phù Long
- Xã Trân Châu
- Xã Văn Phong
- Xã Việt Hải
- Xã Xuân Đám

### HuyệnKiến Thụy
- Thị trấn Núi Đối
- Xã Đại Đồng
- Xã Đại Hà
- Xã Đại Hợp
- Xã Đoàn Xá
- Xã Đông Phương
- Xã Du Lễ
- Xã Hữu Bằng
- Xã Kiến Quốc
- Xã Minh Tân
- Xã Ngũ Đoan
- Xã Ngũ Phúc
- Xã Tân Phong
- Xã Tân Trào
- Xã Thanh Sơn
- Xã Thuận Thiên
- Xã Thụy Hương
- Xã Tú Sơn

### HuyệnThủy Nguyên
- Thị trấn Minh Đức
- Thị trấn Núi Đèo
- Xã An Lư
- Xã An Sơn
- Xã Cao Nhân
- Xã Chính Mỹ
- Xã Đông Sơn
- Xã Dương Quan
- Xã Gia Đức
- Xã Gia Minh
- Xã Hòa Bình
- Xã Hoa Động
- Xã Hoàng Động
- Xã Hợp Thành
- Xã Kênh Giang
- Xã Kiền Bái
- Xã Kỳ Sơn
- Xã Lại Xuân
- Xã Lâm Động
- Xã Lập Lễ
- Xã Liên Khê
- Xã Lưu Kiếm
- Xã Lưu Kỳ
- Xã Minh Tân
- Xã Mỹ Đồng
- Xã Ngũ Lão
- Xã Phả Lễ
- Xã Phù Ninh
- Xã Phục Lễ
- Xã Quảng Thanh
- Xã Tam Hưng
- Xã Tân Dương
- Xã Thiên Hương
- Xã Thuỷ Đường
- Xã Thuỷ Sơn
- Xã Thuỷ Triều
- Xã Trung Hà

### HuyệnTiên Lãng
- Thị trấn Tiên Lãng
- Xã Bắc Hưng
- Xã Bạch Đằng
- Xã Cấp Tiến
- Xã Đại Thắng
- Xã Đoàn Lập
- Xã Đông Hưng
- Xã Hùng Thắng
- Xã Khởi Nghĩa
- Xã Kiến Thiết
- Xã Nam Hưng
- Xã Quang Phục
- Xã Quyết Tiến
- Xã Tây Hưng
- Xã Tiên Cường
- Xã Tiên Hưng
- Xã Tiên Minh
- Xã Tiên Thắng
- Xã Tiên Thanh
- Xã Tiên Tiến
- Xã Toàn Thắng
- Xã Tự Cường
- Xã Vinh Quang

### HuyệnVĩnh Bảo
- Thị trấn Vĩnh Bảo
- Xã An Hòa
- Xã Cao Minh
- Xã Cổ Am
- Xã Cộng Hiền
- Xã Đồng Minh
- Xã Dũng Tiến
- Xã Giang Biên
- Xã Hiệp Hoà
- Xã Hòa Bình
- Xã Hưng Nhân
- Xã Hùng Tiến
- Xã Liên Am
- Xã Lý Học
- Xã Nhân Hòa
- Xã Tam Cường
- Xã Tam Đa
- Xã Tân Hưng
- Xã Tân Liên
- Xã Thắng Thủy
- Xã Thanh Lương
- Xã Tiền Phong
- Xã Trấn Dương
- Xã Trung Lập
- Xã Việt Tiến
- Xã Vĩnh An
- Xã Vĩnh Long
- Xã Vĩnh Phong
- Xã Vinh Quang
- Xã Vĩnh Tiến

## Quận

### QuậnĐồ Sơn
- Phường Bàng La
- Phường Hợp Đức
- Phường Minh Đức
- Phường Ngọc Hải
- Phường Ngọc Xuyên
- Phường Vạn Hương
- Phường Vạn Sơn

### QuậnDương Kinh
- Phường Anh Dũng
- Phường Đa Phúc
- Phường Hải Thành
- Phường Hòa Nghĩa
- Phường Hưng Đạo
- Phường Tân Thành

### QuậnHải An
- Phường Cát Bi
- Phường Đằng Hải
- Phường Đằng Lâm
- Phường Đông Hải 1
- Phường Đông Hải 2
- Phường Nam Hải
- Phường Thành Tô
- Phường Tràng Cát

### QuậnHồng Bàng
- Phường Hạ Lý
- Phường Hoàng Văn Thụ
- Phường Hùng Vương
- Phường Minh Khai
- Phường Phạm Hồng Thái
- Phường Phan Bội Châu
- Phường Quán Toan
- Phường Quang Trung
- Phường Sở Dầu
- Phường Thượng Lý
- Phường Trại Chuối

### QuậnKiến An
- Phường Bắc Sơn
- Phường Đồng Hòa
- Phường Lãm Hà
- Phường Nam Sơn
- Phường Ngọc Sơn
- Phường Phù Liễn
- Phường Quán Trữ
- Phường Trần Thành Ngọ
- Phường Tràng Minh
- Phường Văn Đẩu

### QuậnLê Chân
- Phường An Biên
- Phường An Dương
- Phường Cát Dài
- Phường Đông Hải
- Phường Dư Hàng
- Phường Dư Hàng Kênh
- Phường Hàng Kênh
- Phường Hồ Nam
- Phường Kênh Dương
- Phường Lam Sơn
- Phường Nghĩa Xá
- Phường Niệm Nghĩa
- Phường Trại Cau
- Phường Trần Nguyên Hãn
- Phường Vĩnh Niệm

### QuậnNgô Quyền
- Phường Cầu Đất
- Phường Cầu Tre
- Phường Đằng Giang
- Phường Đông Khê
- Phường Đổng Quốc Bình
- Phường Gia Viên
- Phường Lạc Viên
- Phường Lạch Tray
- Phường Lê Lợi
- Phường Lương Khánh Thiện
- Phường Máy Chai
- Phường Máy Tơ
- Phường Vạn Mỹ